# Carisolo
Carisolo település Olaszországban, Trento megyében. Lakosainak száma 941 fő (2023. január 1.). Carisolo Giustino, Ossana, Pinzolo, Vermiglio és Caderzone községekkel határos.

## Népesség
A település népességének változása:
| Lakosok száma | 968  | 965  | 941  |
|               | 2017 | 2018 | 2023 |